# Llista de monuments de Pollença
Llista de monuments de Pollença catalogats pel consell insular de Mallorca com a Béns d'Interès Cultural en la categoria de monuments pel seu interès històric, artístic, arquitectònic, arqueològic, històric-industrial, etnològic, social, científic o tècnic.
| Monument                                           | Tipus                | Localització                                   | Coordenades                                           | Codi?         | Imatge |
| -------------------------------------------------- | -------------------- | ---------------------------------------------- | ----------------------------------------------------- | ------------- | --- |
| Castell del Rei                                    | Arq. defensiva       | Pollença Muntanya del Castell del Rei          | 39° 55′ 20″ N, 3° 00′ 36″ E / 39.922197°N,3.010087°E  | RI-51-0008481 | Castell del Rei (Pollença) · Vegeu més fotos d'aquest monument · Carregueu una nova foto d'aquest monument                  |
| La Fortalesa / S'Avançada                          | Arq. defensiva       | Pollença Punta de l'Avançada, Port de Pollença | 39° 54′ 14″ N, 3° 06′ 37″ E / 39.903787°N,3.110211°E  | RI-51-0008482 | La Fortalesa (Pollença) · Modifica el valor a Wikidata · Carregueu una nova foto d'aquest monument                          |
| Sant Vicent                                        | Arq. defensiva       | Pollença Enderrocada el 1950                   |                                                       | RI-51-0008483 | Carregueu una nova foto d'aquest monument                                                                                   |
| Atalaia d'Albercux                                 | Arq. defensiva       | Pollença Formentor                             | 39° 55′ 43″ N, 3° 07′ 02″ E / 39.928743°N,3.117223°E  | RI-51-0008484 | Atalaia d'Albercux (Pollença) · Vegeu més fotos d'aquest monument · Carregueu una nova foto d'aquest monument               |
| Ariant                                             | Arq. defensiva       | Pollença Torre d'Ariant                        | 39° 53′ 44″ N, 2° 56′ 49″ E / 39.895576°N,2.947004°E  | RI-51-0008485 | Carregueu una nova foto d'aquest monument                                                                                   |
| Formentor                                          | Arq. defensiva       | Pollença Les Cases Velles, Formentor           | 39° 56′ 40″ N, 3° 09′ 03″ E / 39.944397°N,3.15079°E   | RI-51-0008486 | Carregueu una nova foto d'aquest monument                                                                                   |
| Bóquer                                             | Arq. defensiva       | Pollença                                       | 39° 54′ 53″ N, 3° 04′ 57″ E / 39.914633°N,3.082393°E  | RI-51-0008487 | Bóquer (Pollença) · Carregueu una nova foto d'aquest monument                                                               |
| Son Rotger                                         | Arq. defensiva       | Pollença                                       |                                                       | RI-51-0008488 | Carregueu una nova foto d'aquest monument                                                                                   |
| Síller                                             | Arq. defensiva       | Pollença                                       | 39° 54′ 50″ N, 3° 03′ 51″ E / 39.9138092°N,3.064199°E | RI-51-0008489 | Carregueu una nova foto d'aquest monument                                                                                   |
| Can Bruy                                           | Arq. defensiva       | Pollença                                       |                                                       | RI-51-0008490 | Carregueu una nova foto d'aquest monument                                                                                   |
| Puig de Maria                                      | Arq. defensiva       | Pollença Santuari de la Mare de Déu del Puig   | 39° 52′ 08″ N, 3° 01′ 20″ E / 39.868982°N,3.022262°E  | RI-51-0008491 | Puig de Maria (Pollença) · Vegeu més fotos d'aquest monument · Carregueu una nova foto d'aquest monument                    |
| Creu de Ca na Cantona                              | Creus de terme       | Pollença                                       | 39° 53′ 03″ N, 3° 01′ 16″ E / 39.884083°N,3.021160°E  | RI-51-0010363 | Carregueu una nova foto d'aquest monument                                                                                   |
| Creu de l'Oratori del Roser Vell                   | Creus de terme       | Pollença                                       | 39° 52′ 20″ N, 3° 00′ 42″ E / 39.872302°N,3.011755°E  | RI-51-0010364 | Creu de l'Oratori del Roser Vell (Pollença) · Vegeu més fotos d'aquest monument · Carregueu una nova foto d'aquest monument |
| Creu de Llavor                                     | Creus de terme       | Pollença                                       | 39° 52′ 54″ N, 3° 00′ 52″ E / 39.881707°N,3.014414°E  | RI-51-0010365 | Carregueu una nova foto d'aquest monument                                                                                   |
| Creu del Camí                                      | Creus de terme       | Pollença                                       | 39° 52′ 45″ N, 3° 01′ 25″ E / 39.879080°N,3.023571°E  | RI-51-0010366 | Carregueu una nova foto d'aquest monument                                                                                   |
| Creu de la Salve                                   | Creus de terme       | Pollença                                       | 39° 51′ 13″ N, 3° 02′ 02″ E / 39.853605°N,3.033919°E  | RI-51-0010367 | Carregueu una nova foto d'aquest monument                                                                                   |
| Creu de l'entrada de Pollença                      | Creus de terme       | Pollença                                       | 39° 52′ 38″ N, 3° 01′ 20″ E / 39.877324°N,3.022227°E  | RI-51-0010368 | Carregueu una nova foto d'aquest monument                                                                                   |
| Molins fariners de Llinàs                          | Constr. etnològiques | Pollença                                       | 39° 52′ 28″ N, 2° 59′ 00″ E / 39.874390°N,2.983243°E  | RI-54-0000081 | Molins fariners de Llinàs (Pollença) · Modifica el valor a Wikidata · Carregueu una nova foto d'aquest monument             |
| Albeguins / El Puig                                | Monument arqueològic | Pollença                                       | 39° 52′ 50″ N, 3° 01′ 17″ E / 39.880498°N,3.021483°E  | RI-51-0002576 | Carregueu una nova foto d'aquest monument                                                                                   |
| Es Molí de Vent / Almadrava                        | Monument arqueològic | Pollença                                       | 39° 52′ 29″ N, 3° 04′ 09″ E / 39.874704°N,3.069075°E  | RI-51-0002577 | Carregueu una nova foto d'aquest monument                                                                                   |
| El Puig                                            | Monument arqueològic | Pollença                                       | 39° 53′ 20″ N, 3° 00′ 01″ E / 39.8888°N,3.0003°E      | RI-51-0002578 | Carregueu una nova foto d'aquest monument                                                                                   |
| Puig dels Moros / Sa Torre d'Ariant                | Monument arqueològic | Pollença                                       | 39° 54′ 32″ N, 2° 56′ 55″ E / 39.908861°N,2.948721°E  | RI-51-0002579 | Carregueu una nova foto d'aquest monument                                                                                   |
| Sa Cova del Cementeri dels Romans / Ariant de Baix | Monument arqueològic | Pollença                                       | 39° 54′ 35″ N, 2° 56′ 55″ E / 39.909771°N,2.948720°E  | RI-51-0002580 | Carregueu una nova foto d'aquest monument                                                                                   |
| Cal Peso / Darrera les Cases                       | Monument arqueològic | Pollença                                       | 39° 54′ 53″ N, 3° 04′ 25″ E / 39.914705°N,3.073550°E  | RI-51-0002581 | Carregueu una nova foto d'aquest monument                                                                                   |
| Cal Peso / La Serra                                | Monument arqueològic | Pollença Bóquer                                | 39° 55′ 07″ N, 3° 04′ 21″ E / 39.918589°N,3.072501°E  | RI-51-0002582 | Carregueu una nova foto d'aquest monument                                                                                   |
| Can Punta                                          | Monument arqueològic | Pollença Bóquer                                | 39° 55′ 03″ N, 3° 04′ 41″ E / 39.917405°N,3.078128°E  | RI-51-0002583 | Carregueu una nova foto d'aquest monument                                                                                   |
| Coll del Moro                                      | Monument arqueològic | Pollença Bóquer                                | 39° 55′ 42″ N, 3° 05′ 33″ E / 39.928216°N,3.092523°E  | RI-51-0002584 | Carregueu una nova foto d'aquest monument                                                                                   |
| Cova del Pi                                        | Monument arqueològic | Pollença Bóquer                                | 39° 55′ 29″ N, 3° 05′ 15″ E / 39.924607°N,3.087369°E  | RI-51-0002585 | Carregueu una nova foto d'aquest monument                                                                                   |
| Els Pins del Racó                                  | Monument arqueològic | Pollença Bóquer                                | 39° 55′ 12″ N, 3° 05′ 05″ E / 39.920113°N,3.084672°E  | RI-51-0002586 | Carregueu una nova foto d'aquest monument                                                                                   |
| El Pedret de Bóquer                                | Monument arqueològic | Pollença Bóquer                                | 39° 54′ 40″ N, 3° 04′ 49″ E / 39.911016°N,3.080215°E  | RI-51-0002587 | Vegeu més fotos d'aquest monument · Carregueu una nova foto d'aquest monument                                               |
| La Vall                                            | Monument arqueològic | Pollença Bóquer                                | 39° 55′ 15″ N, 3° 04′ 54″ E / 39.920926°N,3.081631°E  | RI-51-0002588 | Carregueu una nova foto d'aquest monument                                                                                   |
| Cova Petita / Bóquer Petit                         | Monument arqueològic | Pollença                                       | 39° 54′ 55″ N, 3° 04′ 31″ E / 39.915254°N,3.075317°E  | RI-51-0002589 | Carregueu una nova foto d'aquest monument                                                                                   |
| La Serra                                           | Monument arqueològic | Pollença                                       |                                                       | RI-51-0002590 | Carregueu una nova foto d'aquest monument                                                                                   |
| Ca l'Herevet                                       | Monument arqueològic | Pollença                                       | 39° 51′ 16″ N, 2° 56′ 26″ E / 39.854527°N,2.940449°E  | RI-51-0002591 | Carregueu una nova foto d'aquest monument                                                                                   |
| Can Daniel Gran                                    | Monument arqueològic | Pollença                                       | 39° 52′ 50″ N, 3° 02′ 26″ E / 39.880554°N,3.040425°E  | RI-51-0002592 | Carregueu una nova foto d'aquest monument                                                                                   |
| La Penya Mascorda                                  | Monument arqueològic | Pollença                                       | 39° 50′ 32″ N, 3° 00′ 31″ E / 39.842224°N,3.008611°E  | RI-51-0002593 | Carregueu una nova foto d'aquest monument                                                                                   |
| Can Lleida                                         | Monument arqueològic | Pollença                                       | 39° 52′ 03″ N, 3° 04′ 22″ E / 39.8674°N,3.0728°E      | RI-51-0002594 | Carregueu una nova foto d'aquest monument                                                                                   |
| Can Martorellet                                    | Monument arqueològic | Pollença                                       | 39° 54′ 50″ N, 3° 02′ 02″ E / 39.913823°N,3.034013°E  | RI-51-0002595 | Carregueu una nova foto d'aquest monument                                                                                   |
| Can Morell                                         | Monument arqueològic | Pollença                                       | 39° 52′ 01″ N, 3° 03′ 25″ E / 39.867061°N,3.056907°E  | RI-51-0002596 | Carregueu una nova foto d'aquest monument                                                                                   |
| Can Nillo                                          | Monument arqueològic | Pollença                                       |                                                       | RI-51-0002597 | Carregueu una nova foto d'aquest monument                                                                                   |
| Can Pontico                                        | Monument arqueològic | Pollença                                       | 39° 52′ 27″ N, 2° 59′ 40″ E / 39.874193°N,2.994469°E  | RI-51-0002598 | Carregueu una nova foto d'aquest monument                                                                                   |
| Les Timbes de l'Escull / Can Rotger                | Monument arqueològic | Pollença                                       | 39° 49′ 15″ N, 3° 01′ 02″ E / 39.820852°N,3.017141°E  | RI-51-0002599 | Carregueu una nova foto d'aquest monument                                                                                   |
| Cova de Can Sion                                   | Monument arqueològic | Pollença                                       | 39° 50′ 13″ N, 2° 59′ 47″ E / 39.836981°N,2.996330°E  | RI-51-0002600 | Carregueu una nova foto d'aquest monument                                                                                   |
| Can Toxe                                           | Monument arqueològic | Pollença                                       |                                                       | RI-51-0002601 | Carregueu una nova foto d'aquest monument                                                                                   |
| La Rota Gran / Can Vela Gran                       | Monument arqueològic | Pollença                                       | 39° 54′ 10″ N, 3° 01′ 29″ E / 39.902653°N,3.024766°E  | RI-51-0002602 | Carregueu una nova foto d'aquest monument                                                                                   |
| Can Vela Gran / La Serra                           | Monument arqueològic | Pollença                                       | 39° 54′ 15″ N, 3° 01′ 15″ E / 39.904302°N,3.020789°E  | RI-51-0002603 | Carregueu una nova foto d'aquest monument                                                                                   |
| Can Vela Petit                                     | Monument arqueològic | Pollença                                       | 39° 54′ 17″ N, 3° 01′ 27″ E / 39.904644°N,3.024053°E  | RI-51-0002604 | Carregueu una nova foto d'aquest monument                                                                                   |
| Can Vic                                            | Monument arqueològic | Pollença                                       | 39° 54′ 21″ N, 3° 01′ 35″ E / 39.905725°N,3.026276°E  | RI-51-0002605 | Carregueu una nova foto d'aquest monument                                                                                   |
| Can Xandot                                         | Monument arqueològic | Pollença                                       |                                                       | RI-51-0002606 | Carregueu una nova foto d'aquest monument                                                                                   |
| La Cisterna                                        | Monument arqueològic | Pollença                                       | 39° 52′ 09″ N, 3° 03′ 58″ E / 39.869209°N,3.066146°E  | RI-51-0002607 | Carregueu una nova foto d'aquest monument                                                                                   |
| Cova dels Morts / Fartaritx Gran                   | Monument arqueològic | Pollença                                       | 39° 51′ 02″ N, 2° 58′ 14″ E / 39.850673°N,2.970612°E  | RI-51-0002608 | Carregueu una nova foto d'aquest monument                                                                                   |
| Fartàritx del Racó                                 | Monument arqueològic | Pollença                                       | 39° 51′ 11″ N, 2° 57′ 17″ E / 39.853001°N,2.954713°E  | RI-51-0002609 | Carregueu una nova foto d'aquest monument                                                                                   |
| Cova d'en Ramon / Fartàritx                        | Monument arqueològic | Pollença                                       | 39° 50′ 45″ N, 2° 57′ 28″ E / 39.845804°N,2.957873°E  | RI-51-0002610 | Carregueu una nova foto d'aquest monument                                                                                   |
| Cova del Moro                                      | Monument arqueològic | Pollença                                       |                                                       | RI-51-0002611 | Carregueu una nova foto d'aquest monument                                                                                   |
| La Font                                            | Monument arqueològic | Pollença                                       | 39° 53′ 55″ N, 3° 01′ 20″ E / 39.898698°N,3.022179°E  | RI-51-0002612 | Carregueu una nova foto d'aquest monument                                                                                   |
| Es Clapers / Formentor                             | Monument arqueològic | Pollença Formentor                             | 39° 57′ 01″ N, 3° 09′ 38″ E / 39.950207°N,3.160463°E  | RI-51-0002613 | Es Clapers / Formentor (Pollença) · Modifica el valor a Wikidata · Carregueu una nova foto d'aquest monument                |
| Coll de ses Fontanelles                            | Monument arqueològic | Pollença Formentor                             | 39° 56′ 22″ N, 3° 08′ 31″ E / 39.939428°N,3.141932°E  | RI-51-0002614 | Carregueu una nova foto d'aquest monument                                                                                   |
| Cova dels Morts                                    | Monument arqueològic | Pollença                                       | 39° 57′ 09″ N, 3° 09′ 40″ E / 39.95252°N,3.16123°E    | RI-51-0002615 | Carregueu una nova foto d'aquest monument                                                                                   |
| Les Orelles de l'Ase                               | Monument arqueològic | Pollença                                       |                                                       | RI-51-0002616 | Carregueu una nova foto d'aquest monument                                                                                   |
| El Pinar de les Arenes                             | Monument arqueològic | Pollença                                       |                                                       | RI-51-0002617 | Carregueu una nova foto d'aquest monument                                                                                   |
| La Gola                                            | Monument arqueològic | Pollença                                       |                                                       | RI-51-0002618 | Carregueu una nova foto d'aquest monument                                                                                   |
| El Canaló / Gotmar                                 | Monument arqueològic | Pollença                                       | 39° 54′ 24″ N, 3° 03′ 37″ E / 39.906604°N,3.060321°E  | RI-51-0002619 | Carregueu una nova foto d'aquest monument                                                                                   |
| El Pa de Figa / Gotmar                             | Monument arqueològic | Pollença                                       | 39° 54′ 16″ N, 3° 03′ 33″ E / 39.904532°N,3.059266°E  | RI-51-0002620 | Carregueu una nova foto d'aquest monument                                                                                   |
| Els Vilarets / Llenaire                            | Monument arqueològic | Pollença                                       | 39° 53′ 09″ N, 3° 04′ 23″ E / 39.885883°N,3.073168°E  | RI-51-0002621 | Carregueu una nova foto d'aquest monument                                                                                   |
| El Castellot / Marina                              | Monument arqueològic | Pollença                                       | 39° 51′ 21″ N, 3° 02′ 59″ E / 39.855712°N,3.049755°E  | RI-51-0002622 | Carregueu una nova foto d'aquest monument                                                                                   |
| Els Clapers / Marina                               | Monument arqueològic | Pollença                                       | 39° 51′ 13″ N, 3° 02′ 47″ E / 39.853731°N,3.046492°E  | RI-51-0002623 | Carregueu una nova foto d'aquest monument                                                                                   |
| Cova del Moro / El Molinet / Fartàritx del Racó    | Monument arqueològic | Pollença                                       | 39° 51′ 09″ N, 2° 57′ 03″ E / 39.852558°N,2.950738°E  | RI-51-0002624 | Carregueu una nova foto d'aquest monument                                                                                   |
| Les Derrocasses                                    | Monument arqueològic | Pollença                                       |                                                       | RI-51-0002625 | Carregueu una nova foto d'aquest monument                                                                                   |
| Olivar d'Amunt                                     | Monument arqueològic | Pollença                                       |                                                       | RI-51-0002626 | Carregueu una nova foto d'aquest monument                                                                                   |
| Puig de l'Enrunada / Pedruixella                   | Monument arqueològic | Pollença                                       | 39° 52′ 33″ N, 2° 57′ 10″ E / 39.875805°N,2.952710°E  | RI-51-0002627 | Carregueu una nova foto d'aquest monument                                                                                   |
| La Pica de na Flor                                 | Monument arqueològic | Pollença                                       |                                                       | RI-51-0002628 | Carregueu una nova foto d'aquest monument                                                                                   |
| La Serra                                           | Monument arqueològic | Pollença                                       |                                                       | RI-51-0002629 | Carregueu una nova foto d'aquest monument                                                                                   |
| Pont Romà                                          | Monument arqueològic | Pollença Nucli urbà                            | 39° 52′ 57″ N, 3° 00′ 55″ E / 39.882472°N,3.015274°E  | RI-51-0002630 | Pont Romà (Pollença) · Vegeu més fotos d'aquest monument · Carregueu una nova foto d'aquest monument                        |
| Cova dels Morts                                    | Monument arqueològic | Pollença                                       |                                                       | RI-51-0002631 | Carregueu una nova foto d'aquest monument                                                                                   |
| El Pontarró                                        | Monument arqueològic | Pollença                                       | 39° 52′ 09″ N, 3° 01′ 52″ E / 39.869143°N,3.031173°E  | RI-51-0002632 | Carregueu una nova foto d'aquest monument                                                                                   |
| Rafals d'en Pinyano / L'Hort                       | Monument arqueològic | Pollença                                       | 39° 51′ 46″ N, 3° 03′ 49″ E / 39.862733°N,3.063556°E  | RI-51-0002633 | Carregueu una nova foto d'aquest monument                                                                                   |
| L'Alzinar de la Cala / Cala Sant Vicenç            | Monument arqueològic | Pollença                                       | 39° 54′ 54″ N, 3° 02′ 55″ E / 39.914998°N,3.048511°E  | RI-51-0002634 | Carregueu una nova foto d'aquest monument                                                                                   |
| L'Alzinar de la Cala / Vessant meridional          | Monument arqueològic | Pollença                                       |                                                       | RI-51-0002635 | Carregueu una nova foto d'aquest monument                                                                                   |
| Punta de la Torre                                  | Monument arqueològic | Pollença                                       |                                                       | RI-51-0002636 | Carregueu una nova foto d'aquest monument                                                                                   |
| Siller / La Serra                                  | Monument arqueològic | Pollença                                       | 39° 54′ 48″ N, 3° 04′ 18″ E / 39.913274°N,3.071688°E  | RI-51-0002637 | Carregueu una nova foto d'aquest monument                                                                                   |
| Son Grua                                           | Monument arqueològic | Pollença                                       | 39° 52′ 24″ N, 2° 58′ 04″ E / 39.873278°N,2.967808°E  | RI-51-0002638 | Carregueu una nova foto d'aquest monument                                                                                   |
| Es Castellot / Son Marc                            | Monument arqueològic | Pollença                                       | 39° 52′ 14″ N, 2° 56′ 15″ E / 39.870572°N,2.937512°E  | RI-51-0002639 | Carregueu una nova foto d'aquest monument                                                                                   |
| L'Estret / Ternelles                               | Monument arqueològic | Pollença                                       | 39° 53′ 32″ N, 3° 00′ 32″ E / 39.892212°N,3.008843°E  | RI-51-0002640 | Carregueu una nova foto d'aquest monument                                                                                   |
| Resta prehistòrica de Ternelles                    | Monument arqueològic | Pollença                                       |                                                       | RI-51-0002641 | Carregueu una nova foto d'aquest monument                                                                                   |
| El Puig / Extrem occidental                        | Monument arqueològic | Pollença                                       |                                                       | RI-51-0002642 | Carregueu una nova foto d'aquest monument                                                                                   |
| El Puig / Extrem oriental                          | Monument arqueològic | Pollença                                       |                                                       | RI-51-0002643 | Carregueu una nova foto d'aquest monument                                                                                   |